# Macrothele amamiensis
Macrothele amamiensis là một loài nhện trong họ Hexathelidae. Loài này phân bố ở Riukiu-eilanden.